# Háromcsillagos szálloda
A háromcsillagos szálloda olyan kereskedelmi szálláshely, mely Magyarországon megfelel a következő törvényi előírásoknak a belkereskedelemről szóló 1978. évi I. törvény 40. §-a és az 54/2003. (VIII.29.) GKM rendelet alapján:
Megfelel a kétcsillagos szálloda követelményeinek a következő kiegészítésekkel:

## Felszereltsége
- 1. A szálloda hallal, legalább egy melegkonyhás vendéglátó üzlettel és legalább egy egyéb vendéglátó üzlettel rendelkezik. A vendéglátó üzletek együttes kapacitásának el kell érnie a pótágy nélkül számított szállodai férőhelyeknek legalább a 40%-át.
- 2. A szállodai szobaegység nagysága legalább a szobák 80%-ánál:
  - Egyágyas: legalább 14 négyzetméter.
  - Kétágyas: legalább 18 négyzetméter.
- 3. A szobák berendezése, felszereltsége:
  - Berendezés: asztal, pipere-íróasztal (írólap) tükörrel, lámpával, telefon, hűtőszekrény, TV.
  - Telefon: a szobákból közvetlenül lehet városi és távhívást lebonyolítani.
  - Lakosztály: két egymás melletti szoba összenyitásával minden megkezdett 50 szoba után egy – ha a szállodai szobák száma nem éri el az 50-et, legalább egy – lakosztályt kell kialakítani úgy, hogy annak egyik szobája ülőgarnitúrával nappalivá alakíthatóvá legyen.
- 4. Vizesblokkok száma: a szobák 75%-a rendelkezik fürdőszobával, amely káddal vagy tusolófülkével és WC-vel van felszerelve.
- 5. A vizesblokk berendezése, felszereltsége: a kádhoz zuhanyfüggöny van felszerelve, frottírtörülköző és fürdőlepedő, kádelő, kombinált sampon-fürdőhab.
- 6. A vendégek részére biztosítandó tájékoztatás, eszközök: varrókészlet, telefon- és TV tájékoztatás.
- 7. Lift: csak a két emeletnél magasabb szállodákban, ha a szálloda csupán idényjelleggel működik, lifttel csak a három emeletnél magasabb szállodának kell rendelkeznie.
- 8. Lásd egycsillagos.
- 9. Gazdasági és személyzeti bejárat: külön gazdasági és személyzeti bejáratot alakítanak ki.
- 10. Lásd egycsillagos.
- 11. A vendéggel érintkező személyzet formaruháján a viselőjének nevét fel kell tüntetni.

## Kötelező szolgáltatások
- 1. Recepciószolgálat: a fogadó szolgálatot 24 órán át, de két idegen nyelven legalább napi 16 órán át látják el. Csomagszállítás: a vendég kívánságára a szálloda munkatársa által.
- 2. Textíliaváltás:
  - – ágynemű: legalább kétszer hetente,
  - – fürdőszobai textíliák: kéz- és fürdőtörülköző, kádelő kétnaponta.
- 3. Étel-, italkínálat:
  - – szezonjelleggel működő szállodában: 3 fogásos menü, a főfogásban két választási lehetőséggel vagy büféebéd, -vacsora 3-3-féle leves, előétel, főétel, desszert,
  - – egész évben folyamatosan működő szállodában: á la carte étel- és italválaszték, legalább nyolcféle magyar minőségi borral.
- 4. Felszolgálás:
  - – reggeli: 10 óráig,
  - – étel: 12-14 és 18-21 óráig,
  - – ital: legalább napi 16 órán át.
- 5. Szobaszerviz az étterem nyitvatartási ideje alatt, telefax, fénymásolás, kulturális és idegenforgalmi információk nyújtása, a porta továbbítja a vendég postai küldeményeit. Készpénzkímélő fizetés mód biztosított.

## Fakultatív szolgáltatások
- A háromcsillagos szállodánál az elérendő minimális pontszám: 90